# Strahwalde
Strahwalde ist ein Ortsteil der Stadt Herrnhut im Landkreis Görlitz im Südosten Sachsens.

## Geografie
Strahwalde im Vorland des Oberlausitzer Berglandes liegt im zentralen Teil des Landkreises, etwa acht Kilometer südöstlich von Löbau und achtzehn Kilometer nordwestlich von Zittau.

## Geschichte
Der Ort Strahwalde wurde erstmals 1317 als Strabenwal(d)t (was „Ort im Gestrüpp, Gehölz“ bedeutet), als der Markgraf Woldemar von Brandenburg acht Dörfer in das Gericht der Stadt Löbau wies, erwähnt. 1390 wurde ein Rittersitz verzeichnet, der 1573 als Rittergut bezeichnet wurde und sich bis 1645 im Besitz der Familie von Klüx befand. Die einstige Wasserburg wurde durch das Schloss Oberstrahwalde überbaut, Reste des einst wasserführenden Grabens, der 1891 verfüllt wurde, sind als Senke erhalten. Nach dem gewaltsamen Tod des Caspar von Klüx 1635 wurde das Gut in Nieder- und Oberstrahwalde geteilt.
1637 gehörte das Rittergut Oberstrahwalde Friedrich von Rodewitz, der es Joachim von Schilling überließ. Zwischen 1652 und 1654 kaufte Heinrich Adolf von Kyau das Gut, der vorher Kemnitz besessen hatte. 1677 erbte es Adam Joachim von Kyau, der die Kirche auf eigene Kosten neu aufbaute und 1707 starb. Es folgte August Leopold von Kyau und 1740 sein Bruder Carl Ludwig von Kyau. Dessen Witwe verkaufte das Gut 1769 an Graf Xaver Herzan von Harras, k.u.k. Kämmerer, Adjutant des Prinzen Johann von Sachsen und Besitzer des Gutes Kemnitz. Er richtete im Schloss eine katholische Kapelle ein, die auch von den Katholiken in der Umgegend von Löbau, Herrnhut und Zittau besucht wurde. Sein Neffe Johann Anton Ludwig von Lenz verkaufte das Gut Ober-Strahwalde an den Handelsherrn Carl August Reichel aus Löbau, 1853 folgte die Familie Richter und 1925 Carl Förster. Nach der Enteignung 1945 wurde der Hauptflügel des Schlosses abgebrochen, ein Seitenflügel steht noch.

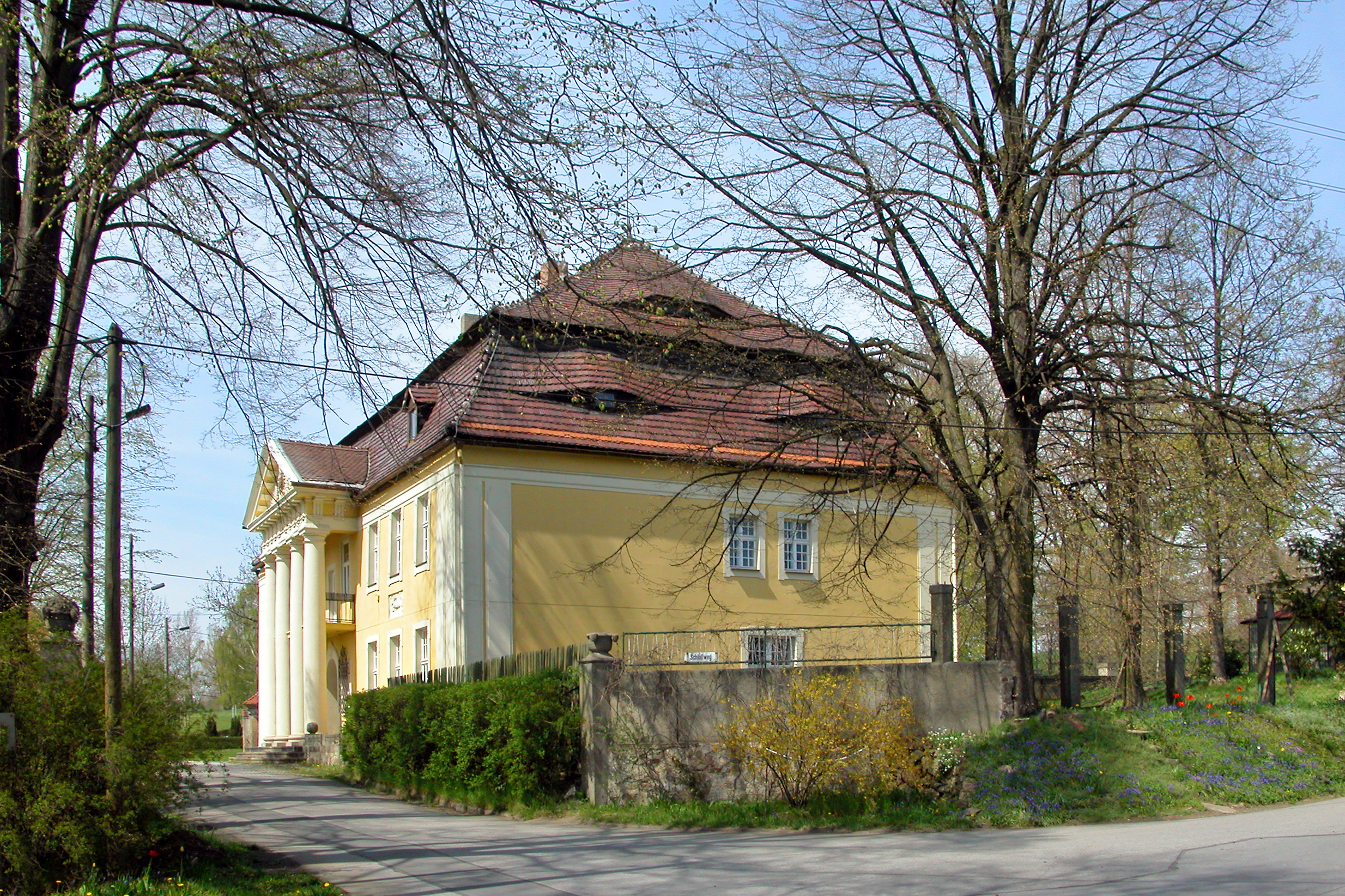
Schloss Nieder-Strahwalde

Das Rittergut Niederstrahwalde kam an Caspar von Bock. Von 1657 bis 1721 befand sich Niederstrahwalde im Besitz der Familie von Rabenau. Danach kam es an die Familie von Kyaw, unter der beide Güter vereinigt wurden. 1724 brannte das Rittergut infolge von Brandstiftung ab. Im gleichen Jahr ließ der Besitzer, August Leopold von Kyaw, den Bau des Barockschlosses beginnen.
Mit dem Verkauf 1750 wurde das Gut erneut getrennt. Niederstrahwalde übernahm ein Herr von Burgsdorff. Ihm folgten 1758 Johann Ernst von Gersdorff, Verweser des Stifts Joachimstein und Herr auf Lautitz, der das Gut 1769 der Gräfin Agnes Sophie Reuß überließ, die 1791 starb. Ihr folgte Graf Heinrich XXVIII. Reuss von 1791 bis 1797 und 1797 Friedrich Rudolf Freiherr von Wattewill, dessen Familie Bischöfe der benachbarten Herrnhuter Brüdergemeine gestellt hatte. Nach weiteren Besitzerwechseln verkaufte Georg Wehle 1907 an Hugo Schlegel, welcher den Umbau des Schlosses in Auftrag gab. Ihm folgte 1914 Konrad Herbert Leitsmann und diesem wiederum 1925 Felix Hoffmann. 1945 wurde das Gut enteignet. Nach jahrelanger Nutzung als Kinderheim und Kindergarten befindet sich das Herrenhaus seit 2002 in Privatbesitz, seit 2019 wird es zum Kauf angeboten.

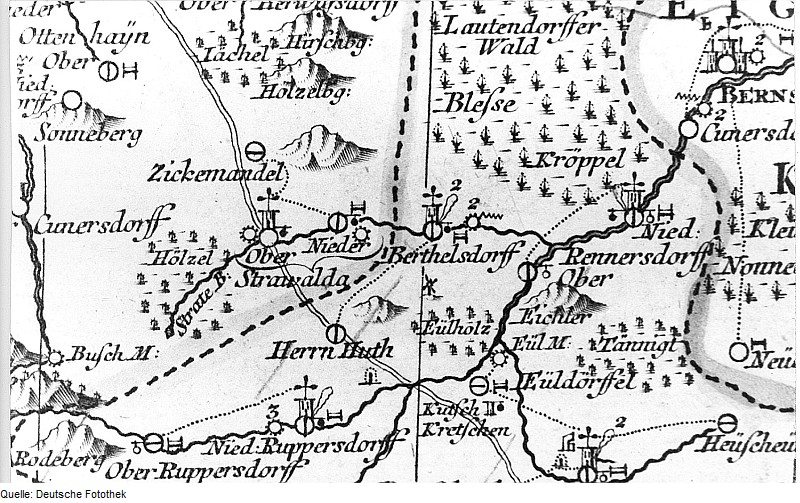
Oberlausitzkarte mit Strahwalde, 1759

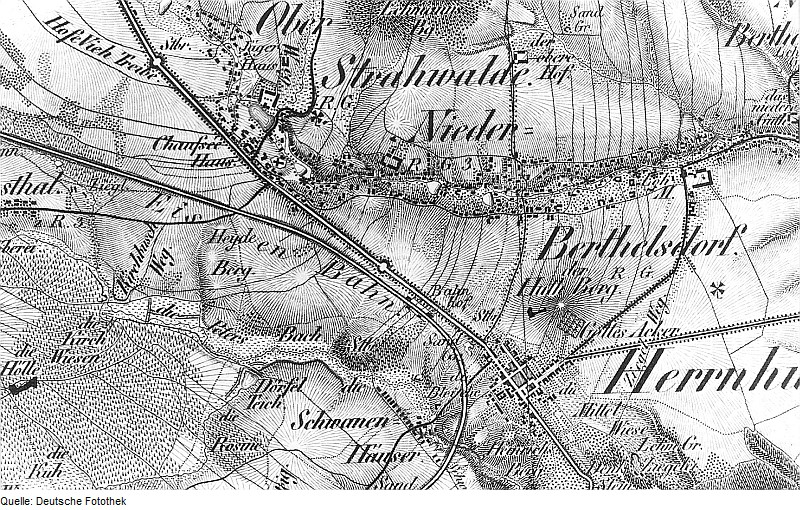
Karte von Oberreit mit Strahwalde, um 1845

Die Pest entvölkerte 1625 Strahwalde fast gänzlich, die und in dem nahen Kunnersdorf alle Einwohner, bis auf einen einzigen Mann, vertilgt haben soll.
Am 1. Juli 1950 wurden Ober- und Niederstrahwalde zu Strahwalde vereinigt, zur Gemeinde gehörte als Ortsteil die in der Flur des Niederdorfes liegende Häusergruppe Friedensthal.
Die Gemeinde Strahwalde war zum 1. Januar 2009 mit 1.568.284 Euro verschuldet und galt seitdem als nicht mehr handlungsfähig. Zum 1. Januar 2010 erfolgte die Eingliederung nach Herrnhut.

### Ortsnamenformen
1317: Strabenwal(d)t, 1363: Strubinwalde, 1375: Struwenwalde, 1390: Strubenwalde, 1399: Struenwald, 1419: Strumwalde, 1472: Strawenwalde, 1493: Strabenwal(d)t, 1499: Strawwalde, 1545: Strauwallda, 1573: Strowalde, 1759: Strawalda
- 1657: Nieder Strahwalde, 1875: Niederstrahwalde
- 1657: Ober Strahwalde, 1875: Oberstrahwalde

### Verwaltungszugehörigkeit
- Strahwalde: 1952: Kreis Löbau, 1994: Landkreis Löbau-Zittau, 2008: Landkreis Görlitz
  - Nieder- und Oberstrahwalde: 1777: Bautzener Kreis, 1843: Landgerichtsbezirk Löbau, 1856: Gerichtsamt Herrnhut, 1875: Amtshauptmannschaft Löbau

### Einwohnerentwicklung
| Jahr          | Einwohner                                | Einwohner                                                   | Einwohner  |
| ------------- | ---------------------------------------- | ----------------------------------------------------------- | ---------- |
|               | Niederstrahwalde                         | Oberstrahwalde                                              | Strahwalde |
| 1777          | 4 besessene Mann, 14 Gärtner, 17 Häusler | 6 besessene Mann, 17 Gärtner, 9 Häusler, 1 wüste Wirtschaft | -          |
| 1834          | 547                                      | 476                                                         | -          |
| 1871          | 654                                      | 493                                                         | -          |
| 1890          | 682                                      | 440                                                         | -          |
| 1910          | 890                                      | 423                                                         | -          |
| 1925          | 839                                      | 472                                                         | -          |
| 1939          | 786                                      | 479                                                         | -          |
| 1946          | 1046                                     | 612                                                         | -          |
| 1950          | -                                        | -                                                           | 1627       |
| 1964          | -                                        | -                                                           | 1401       |
| 1990          | -                                        | -                                                           | 1066       |
| 2000          | -                                        | -                                                           | 928        |
| 2007 (31.12.) | -                                        | -                                                           | 781        |

## Persönlichkeiten
- Friedrich Wilhelm von Kyaw (auch Kyau) wurde am 6. Mai 1654 in Ober-Strahwalde geboren und starb am 19. Januar 1733 als Kommandant der Festung Königstein.
- Wolf Emil von Gersdorff wurde am 16. März 1817 in Nieder-Strahwalde geboren. Später wurde er u. a. Landrat des Kreises Rothenburg.
- In Strahwalde verstarben die Unternehmer und Politiker Carl Adalbert Förster (1853–1925) und Heinrich von Witzleben-Alt-Doebern (1854–1933).
- Der NSDAP-Politiker, Landtags- und Reichstagsabgeordnete Paul Unterstab (1896–1944) war in Niederstrahwalde als Lehrer tätig.
- Der Maler und Regisseur Strawalde (bürgerlicher Name: Jürgen Böttcher) verbrachte hier seine Kindheit und Jugend. Sein Pseudonym leitet sich vom Ortsnamen ab.

## Sehenswürdigkeiten

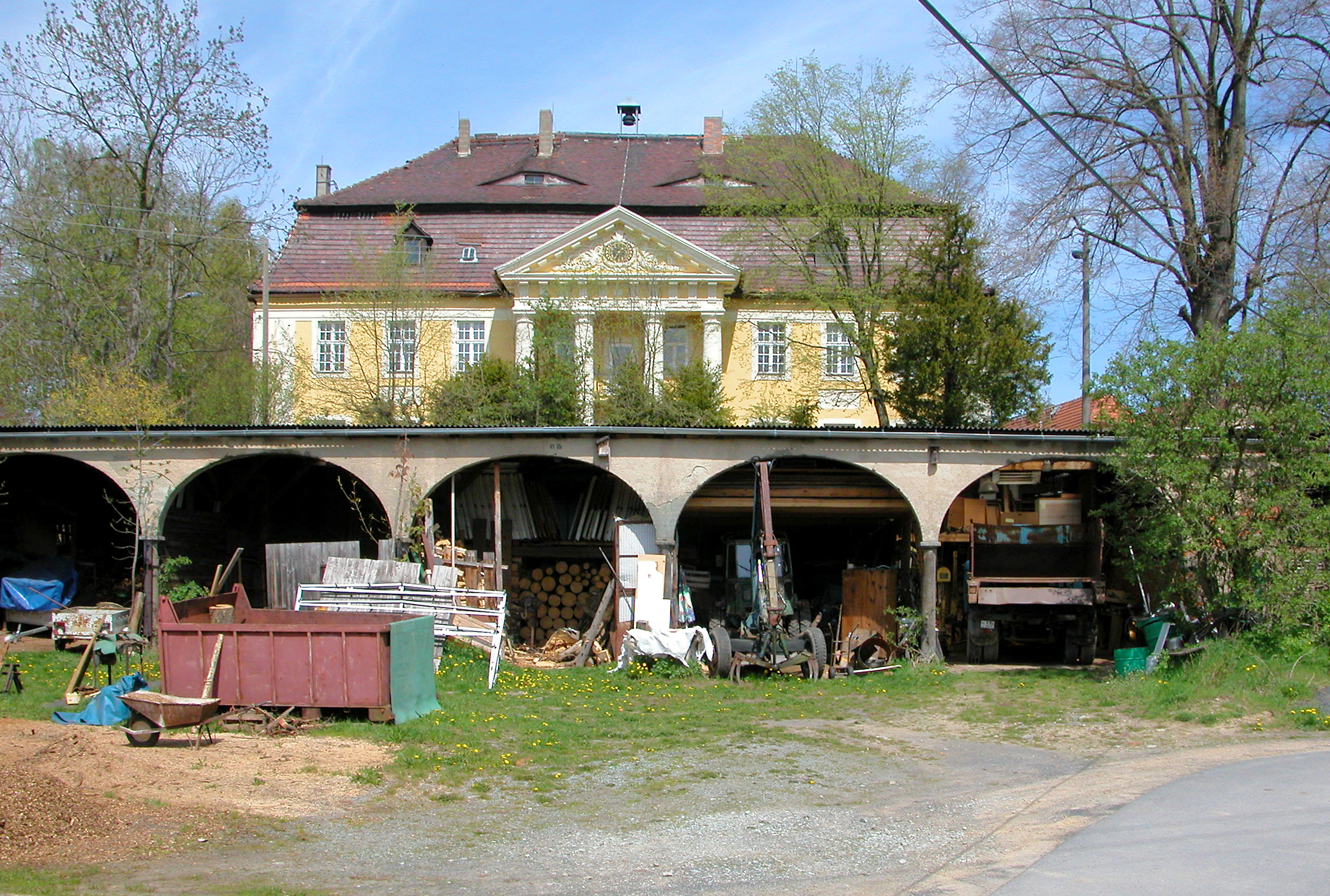
Schloss Niederstrahwalde

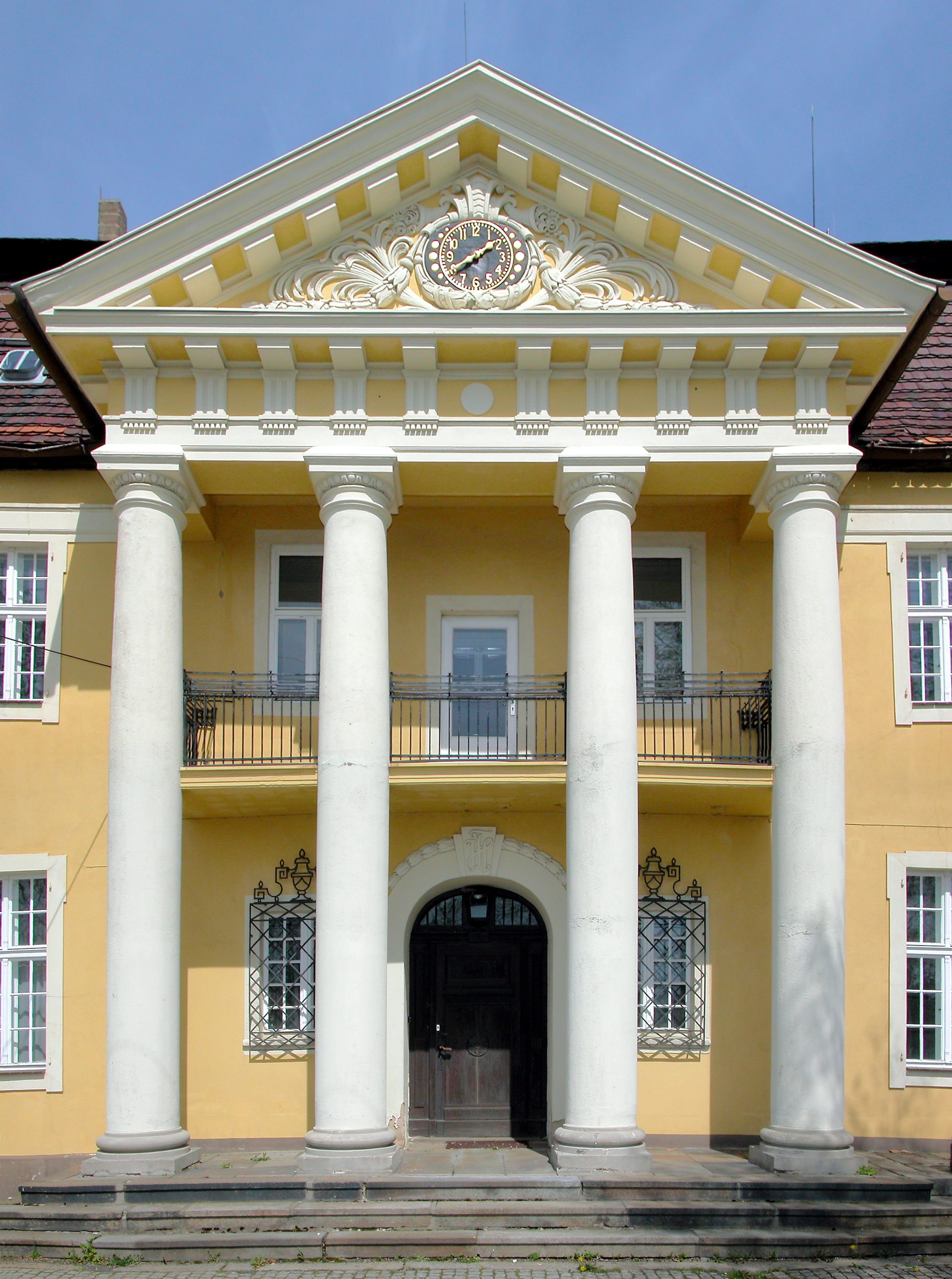
Eingang des Schlosses

- Schloss Niederstrahwalde, erbaut im 18. Jahrhundert unter August Leopold von Kyaw.

## Kultur
Einmal jährlich findet hier seit 1991 ein Oldtimertreffen statt.

## Verkehr
Die Bundesstraße 178 und die Bahnstrecke Löbau–Zittau verlaufen durch den Ort.